# Altstadt-Nord
Der Stadtteil Altstadt-Nord gehört zum Stadtbezirk Innenstadt von Köln.

## Lage
Der Stadtteil Altstadt-Nord bildet zusammen mit der Altstadt-Süd die Mitte der Stadt. Beide Stadtteile werden durch die Kölner Ringe, die das mittelalterliche Stadtgebiet halbkreisförmig umschließen, zur Neustadt hin begrenzt. Der im Osten liegende Rhein begrenzt das Gebiet zu Deutz hin. Die Ostwestachse Cäcilienstraße – Neumarkt – Hahnenstraße stellt die Grenzlinie der beiden Altstadtteile dar.

## Geschichte

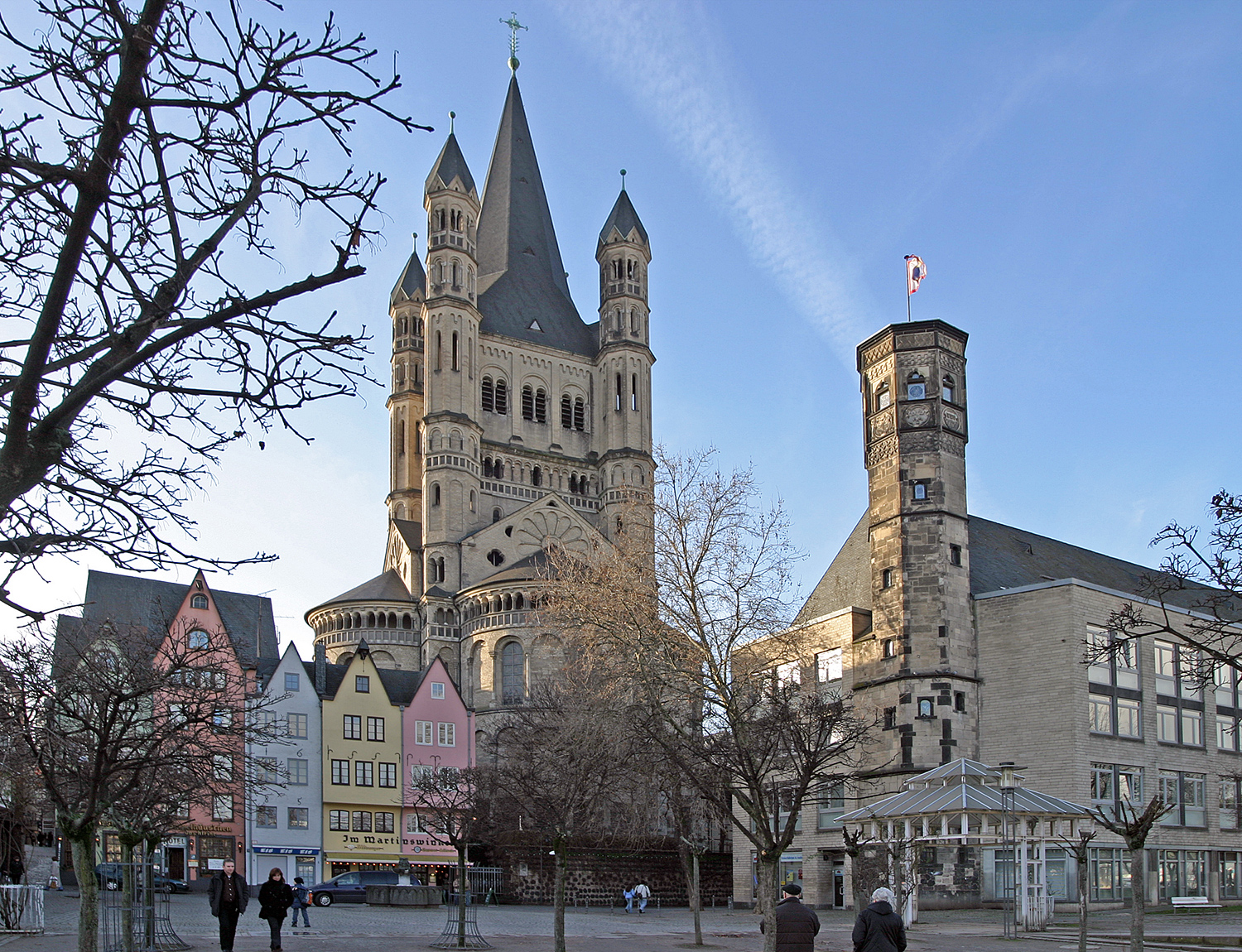
Fischmarkt mit Groß St. Martin

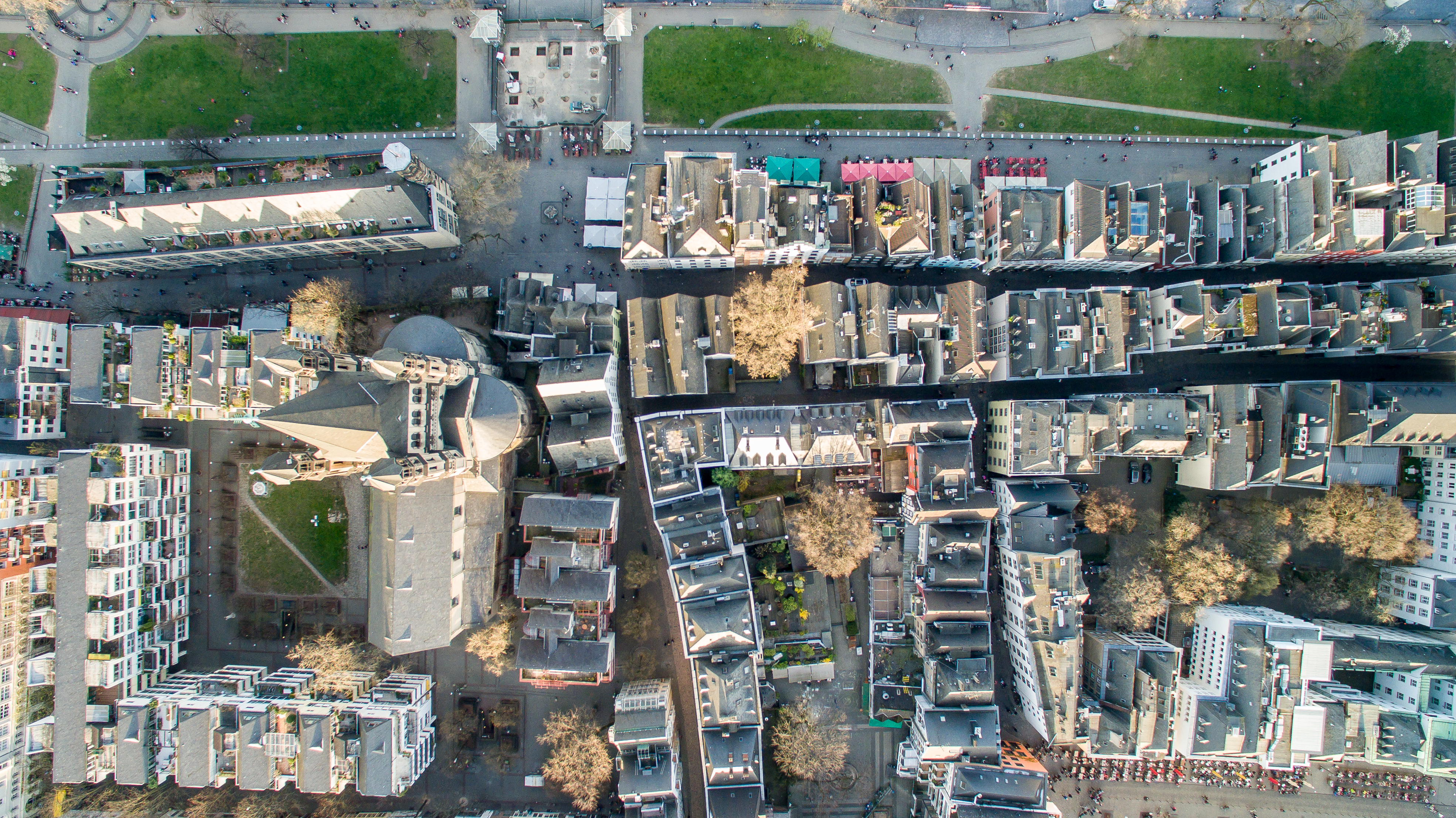
Blick auf die Altstadt von Köln

Politisch gehören die beiden Altstadtteile dem Stadtbezirk Innenstadt an.
Im aktuellen Sprachgebrauch wird oft unter „Altstadt“ nur das Viertel um Groß St. Martin verstanden. Dieses Viertel war zur Römischen Zeit allerdings das Hafengelände und somit eben nicht das älteste Siedlungsgebiet der Stadt.
Der Stadtteil Altstadt-Nord gilt als die Keimzelle der Stadt; als eine Siedlung existierte er bereits vor dem Jahre 50, in dem die Stadt zur Colonia Claudia Ara Agrippinensium erhoben wurde.
Inmitten des Stadtteils befindet sich der Dom, das als Weltkulturerbe geltende Wahrzeichen der Stadt Köln. Darüber hinaus gibt es weitere Sehenswürdigkeiten wie das Rathaus Köln, zahlreiche Museen, das Zeughaus, romanische Kirchen und viele historische Bürgerhäuser. Diese sind zum Teil nach dem Zweiten Weltkrieg gebaute Rekonstruktionen, wie das Stammhaus von 4711 in der Glockengasse 4.
Im Norden des Stadtteils lag an der gleichnamigen Straße das 1838 fertiggestellte Gefängnis „Klingelpütz“, wo sich in der NS-Zeit die zentrale Hinrichtungsstätte für die Sondergerichte des Rheinlandes befand. Es wird geschätzt, dass dort über 1000 vom Reichsgericht und Volksgerichtshof zum Tode Verurteilte unter dem Fallbeil starben. Nach dem Bau der JVA Köln in Ossendorf wurde das über 130 Jahre alte Gefängnis gesprengt und der Schutt zu einem Hügel zusammengeschoben. Auf dem Areal befindet sich heute der Klingelpützpark. Ein weiterer Inbegriff der NS-Schreckensherrschaft war die Gestapo-Zentrale im sogenannten EL-DE-Haus am Appellhofplatz 23–25/Ecke Elisenstraße. Dort ist seit 1988 das NS-Dokumentationszentrum der Stadt Köln. Ihm direkt gegenüber liegt das Justizgebäude am Appellhofplatz, das – 1893 als Nachfolgebau des Rheinischen Appellationsgerichtshofs fertiggestellt – das älteste und traditionsreichste Gerichtsgebäude der Stadt ist. Der „Appellhof“ ist heute Sitz des Verwaltungsgerichts Köln sowie des Finanzgerichts Köln.

## Bevölkerungsstatistik
Struktur der Bevölkerung von Köln-Altstadt-Nord (2021):
- Durchschnittsalter der Bevölkerung: 42,7 Jahre (Kölner Durchschnitt: 42,3 Jahre)
- Ausländeranteil: 22,4 % (Kölner Durchschnitt: 19,3 %)
- Arbeitslosenquote: 5,9 % (Kölner Durchschnitt: 8,6 %)

## Infrastruktur und Wirtschaft

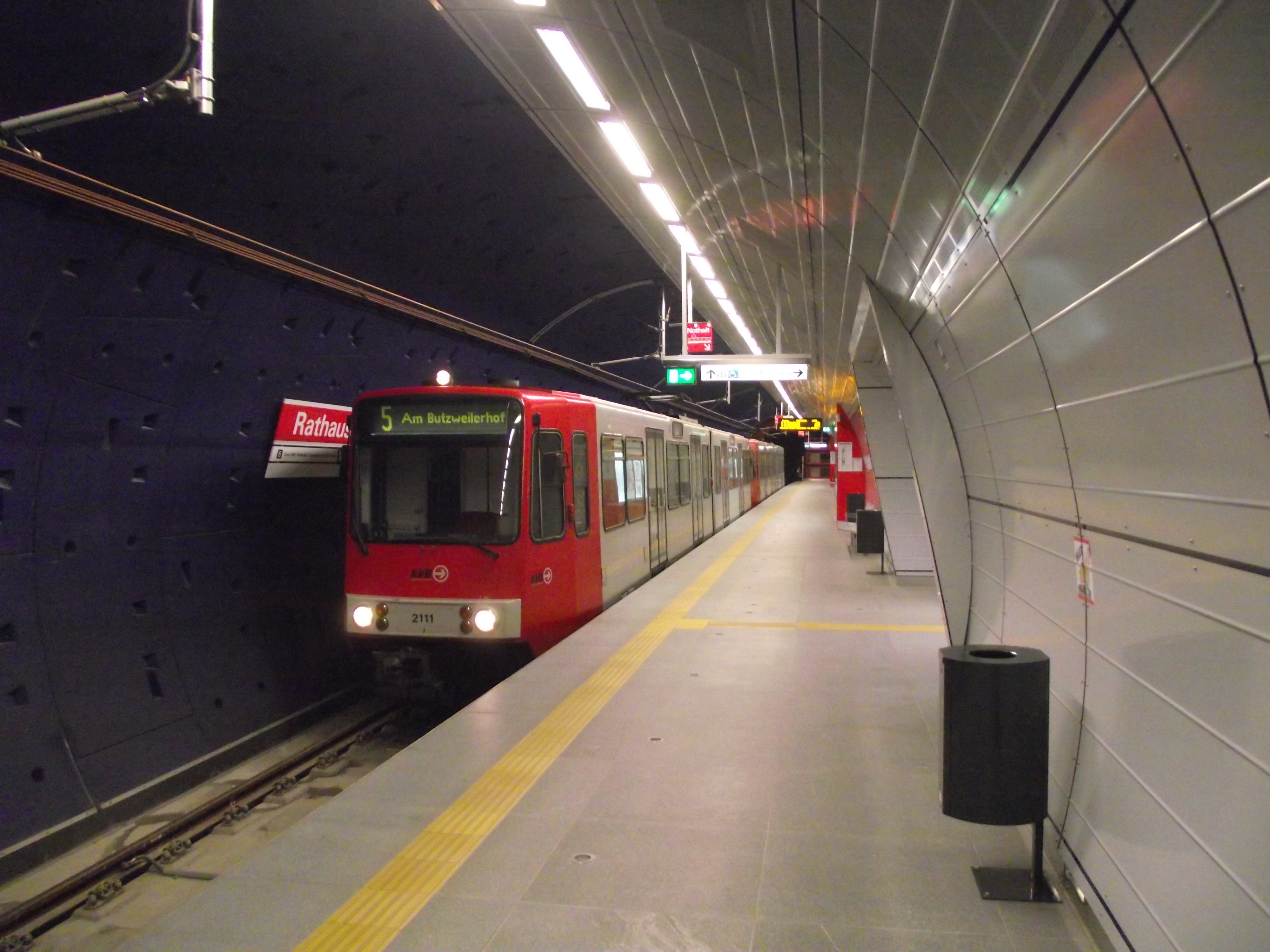
U-Bahn-Station Rathaus

### Verkehr
Der Kölner Hauptbahnhof ist der wichtigste Knoten des Schienenverkehrs der Stadt und einer der wichtigsten in Deutschland. Der Stadtteil wird im Nahverkehr in Köln durch einige Stadtbahn- bzw. U-Bahn-Linien und Buslinien erschlossen. Seit 1974 wird der Stadtteil durch die sechsspurige Nord-Süd-Fahrt durchschnitten. Wichtig für die Verkehrsführung sind die Kölner Ringe mit ihren Plätzen (Friesenplatz und Ebertplatz), von denen Ausfallstraßen wie die Venloer Straße und die Neusser Straße die Stadtteile erschließen.

### Geschäftswelt
In der Altstadt-Nord befinden sich zwei der in den vergangenen Jahren am stärksten frequentierten Einkaufsstraßen Deutschlands: die Hohe Straße und die Schildergasse. Die 680 Meter lange Hohe Straße durchzieht als Fußgängerzone vom Wallrafplatz im Norden einen Großteil der Altstadt-Nord bis zur Sternengasse, wo sie in die Straße Hohe Pforte übergeht. Etwa 300 Meter vorher zweigt in Richtung Westen die Schildergasse ab, die ebenfalls als Fußgängerzone bis zum Neumarkt verläuft.

## Akzente im Stadtteil

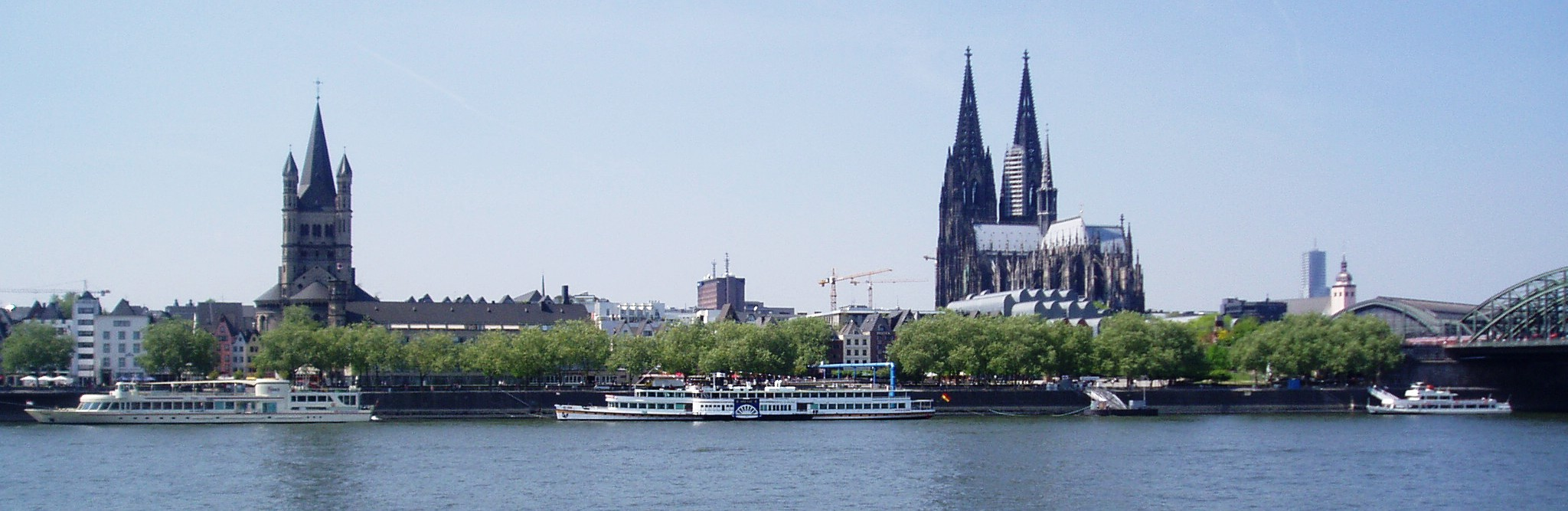
Panorama der Kölner Altstadt

### Kirchen
Hohe Domkirche; Alt St. Alban; St. Andreas; Antoniterkirche; St. Aposteln; St. Gereon; Groß St. Martin; St. Kolumba; St. Kunibert; St. Mariä Himmelfahrt; St. Michael; Minoritenkirche; St. Ursula; Ursulinenkirche; St. Maria in der Kupfergasse

### Historische Profanbauten
Historisches Rathaus Köln; Spanischer Bau und Prätorium; Zeughaus; Römertürme; Gereonsmühle; Eigelsteintorburg; Hahnentorburg; Gürzenich;

### Neuzeitliche Profanbauten
Das Funkhaus Wallrafplatz des WDR, Köln Hauptbahnhof, Maternushaus, Heinzelmännchenbrunnen, Hohenzollernbrücke und Rheingarten, Bastei, Ringkarree

### Kultur, Veranstaltungen
Hänneschen-Theater; Hochschule für Musik und Tanz Köln; Oper Köln; Kölner Philharmonie; Schauspielhaus

### Museen
Römisch-Germanisches Museum; Museum für Angewandte Kunst Köln; Kölnisches Stadtmuseum; NS-Dokumentationszentrum der Stadt Köln im EL-DE-Haus; Museum Ludwig; Wallraf-Richartz-Museum & Fondation Corboud

### Plätze
Alter Markt; Appellhofplatz; Ebertplatz; Breslauer Platz; Heumarkt; Offenbachplatz; Roncalliplatz; Wallrafplatz